# Sophronica laterifusca
Sophronica laterifusca är en skalbaggsart som beskrevs av Stefan von Breuning 1939. Sophronica laterifusca ingår i släktet Sophronica och familjen långhorningar.
Artens utbredningsområde är Nigeria. Inga underarter finns listade i Catalogue of Life.